# Myrcia retorta
Myrcia retorta är en myrtenväxtart som beskrevs av Jacques Cambessèdes. Myrcia retorta ingår i släktet Myrcia och familjen myrtenväxter. Inga underarter finns listade i Catalogue of Life.